# Hoplocephalus bungaroides
Hoplocephalus bungaroides је гмизавац из реда Squamata и фамилије Elapidae.

## Угроженост
Ова врста се сматра рањивом у погледу угрожености врсте од изумирања.

## Распрострањење
Ареал врсте је ограничен на једну државу. 
Аустралија је једино познато природно станиште врсте.